# Wümme
Die Wümme (plattdeutsch Wümm) ist der 121 km lange Hauptquellfluss der Lesum, in Niedersachsen und Bremen, die ab der Vereinigung mit der von Nordosten (rechts) herankommenden Hamme noch weitere 10 Kilometer bis zur Mündung in die Unterweser zurücklegt. Im Tidenbereich von Borgfeld (km 0,00) bis zum Zusammenfluss mit der Hamme (km 18,53) zählt die Wümme zu den sogenannten sonstigen Binnenwasserstraßen des Bundes; zuständig war bis 2019 das Wasserstraßen- und Schifffahrtsamt Bremen. Auf ihr gilt im Unteren Tidenbereich die Seeschifffahrtsstraßen-Ordnung.

## Name
Die ersten schriftlichen Belege des Flussnamens sind „in Wiemenam“ (786), „usque in Wemmam fluvium“ (788), „inter … Wemenam “ (1235, 1243) und „Wemne“ (1257). Die Herkunft des Namens könnte mit dem althochdeutschen Verb wimmen für „hervorsprudeln, quellen, voll sein, sich lebhaft bewegen“ in Verbindung stehen.

## Zustand
Das Wasser hat fast durchgehend die Güteklasse II (mäßig belastet). Damit gehört die Wümme zu den saubersten Flüssen Norddeutschlands.

## Geografie

### Allgemeines
| An der Wümme liegen die Orte: - Bremen-Blockland - Bremen-Borgfeld - Hellwege - Lauenbrück - Lilienthal | - Ottersberg mit der Künstlerkolonie Fischerhude und Quelkhorn - Oyten, OT Sagehorn (Backsberg) - Rotenburg (Wümme) - Scheeßel - Wesseloh |

### Oberlauf

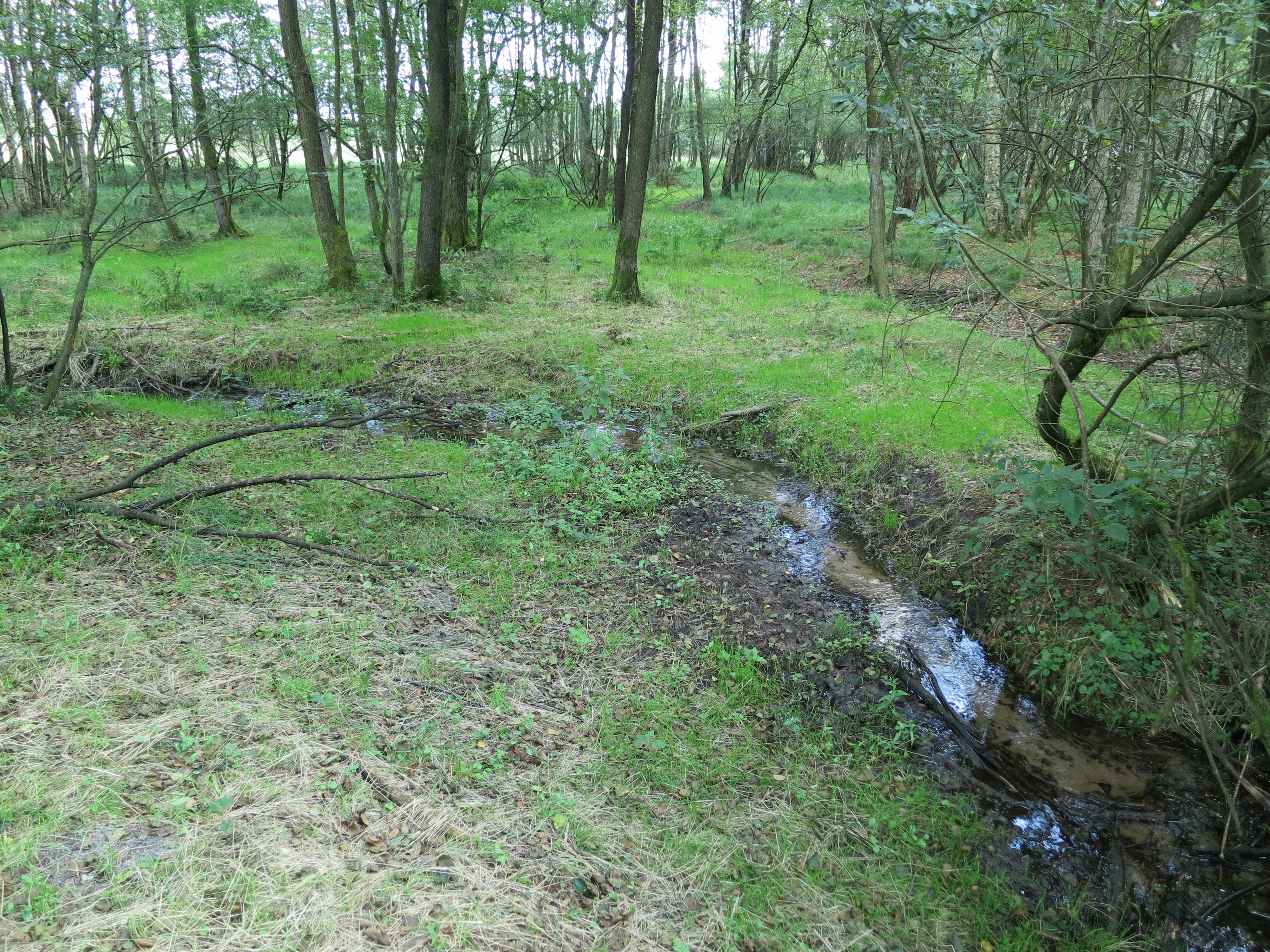
Haverbeeke (Vordergrund) am Zusammenfluss mit der Wümme (Hintergrund; zum Zeitpunkt der Fotoaufnahme trockengefallen)

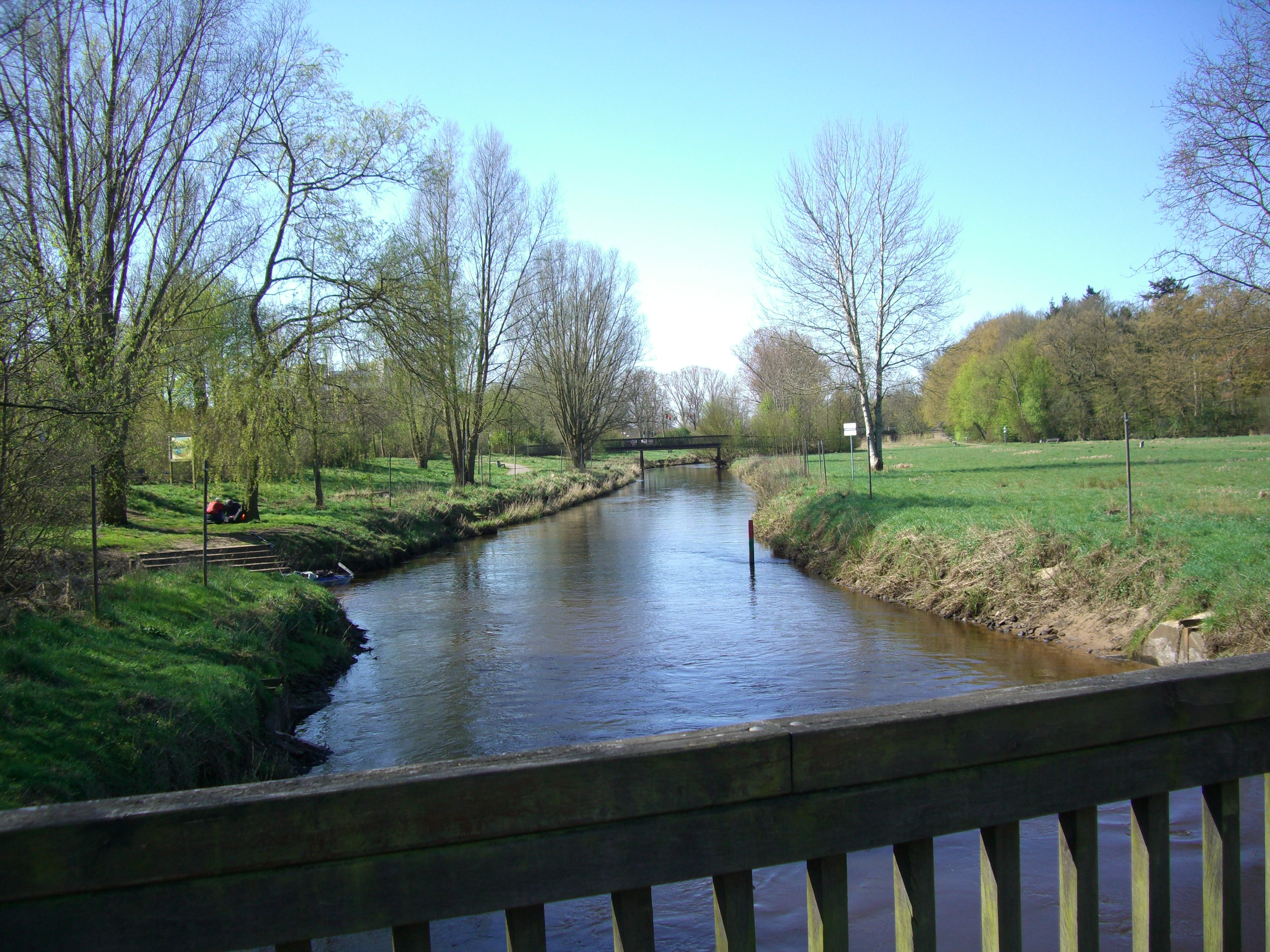
Die Wümme in Rotenburg

Die Quelle der Wümme liegt im höchsten Teil der Lüneburger Heide im Naturschutzgebiet Lüneburger Heide südlich von Niederhaverbeck. Nur wenige Kilometer von der Quelle entfernt entspringt auch die Este, die allerdings in die Elbe mündet. Vom Wilseder Berg kommt als größter Quellbach die Haverbeeke, die sich 1,5 km westlich von Niederhaverbeck mit der Wümme vereinigt. Da die Haverbeeke am Zusammenfluss sowohl länger als auch wasserreicher als die Wümme ist, mündet eigentlich nicht die Haverbeeke in die Wümme, sondern umgekehrt die Wümme in die Haverbeeke bzw. ist die Haverbeeke der eigentliche Quellbach der Wümme. Die Wümme fließt von dort zunächst durch naturnahe Niederungen. Sie strömt dann durch Scheeßel und Rotenburg, zu deren Entwicklung einst auch die Mühlen an der Wümme beitrugen. Zwischen Rotenburg und Ottersberg ist die Wümmeniederung durch einen niedrigen Dünenrücken in Längsrichtung geteilt. Nördlich dieses Dünenrückens verlaufen als Seitenarme der Everinghausen-Scheeßeler Kanal (von Scheeßel bis Everinghausen nahe der A 1) und – näher an der Wümme – der Reithbach.
Wichtigste Nebenflüsse in diesem Bereich sind die Fintau, die am Mündungspunkt die Wümme an Wasserführung etwas übertrifft, 2 km südlich von Scheeßel folgt die Veerse und in Rotenburg die Wiedau, die sich kurz zuvor mit der Rodau vereinigt hat.

### Wümmewiesen

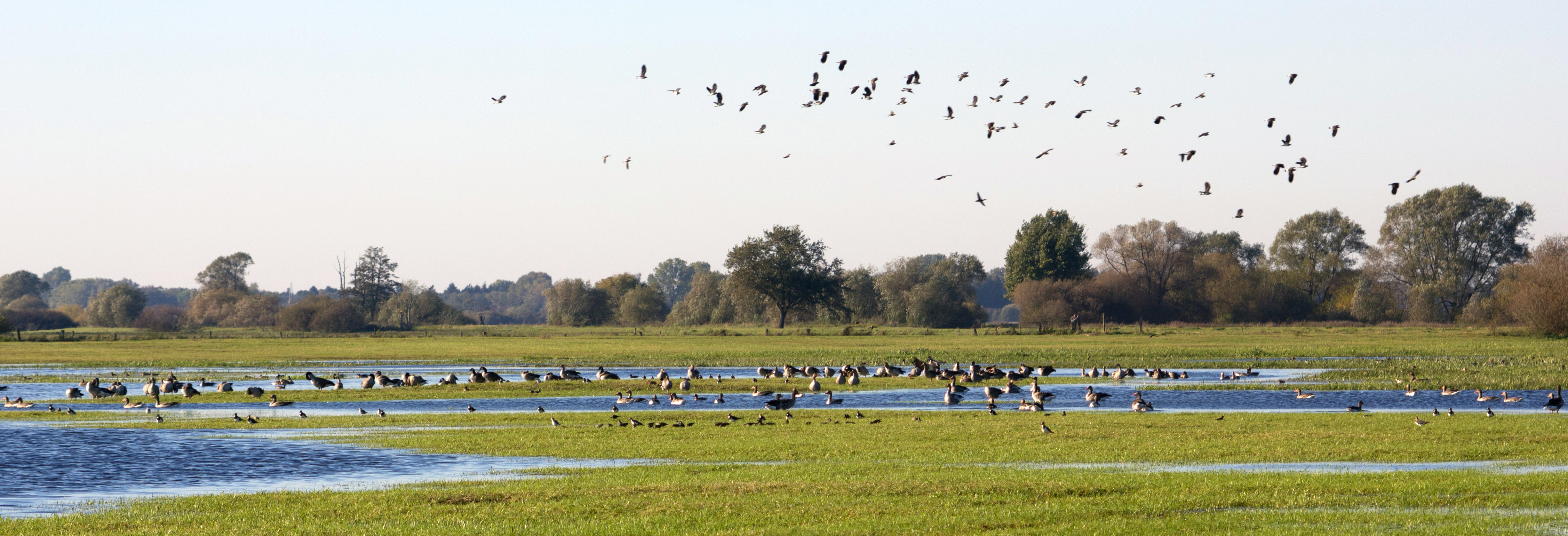
Rastvögel auf überfluteten Wümmewiesen bei Bremen

Bei Ottersberg (ab Dodenberg) verästelt sich die Wümme zu einem Binnendelta, nach seiner hauptsächlichen Vegetation Wümmewiesen genannt. Im Winterhalbjahr stehen hier oft große Flächen wochenlang unter Wasser und bilden ein Vogelrastgebiet von internationaler Bedeutung. Nordarm, Mittelarm und Südarm der Wümme vereinigen sich an der Nordostecke des Bremer Gebietes wieder zu einem Fluss, seitdem der zum Schutz des Hollerlandes (mit dem Bremer Stadtteil Oberneuland) angelegte Hollerdeich hier die Wümmewiesen nach Süden begrenzt. Die ehemalige südwestlichere Deichlinie wird vom alten Lehester Deich und dem ehemaligen Achterdiek (Straßenname im Stadtteil Horn-Lehe) nachgezeichnet.

### Tidenbereich
Unterhalb des letzten Wehres in Bremen-Borgfeld ist die Wümme von der Tide beeinflusst, jedoch verhindert seit 1974 das Lesum-Sperrwerk bedrohliche Hochwasser durch Sturmfluten. In diesem Abschnitt bildet der Fluss die Grenze zwischen Niedersachsen und Bremen. Vom Kuhsiel an heißt der Bremer Deich Wümmedeich, die Marsch dahinter Blockland. Bei Trupe mündet von Norden die Wörpe. Deren frühere, natürliche Mündung lag weiter nordwestlich bei den Truper Blänken. Bei Wasserhorst vereinigt sich die Wümme mit der Hamme zur nur 10 km langen Lesum. Den Tidensaum, also das Watt, von Wümme und Lesum bedeckt eines der größten Schilfgebiete Nordwestdeutschlands. Nur bei außergewöhnlich hohen Wasserständen, wenn beispielsweise astronomische Tide, Nordwestwind und starke Niederschläge im Einzugsgebiet zusammenkommen, erscheinen Wasserflächen an der Deichseite der Schilfgürtel. 

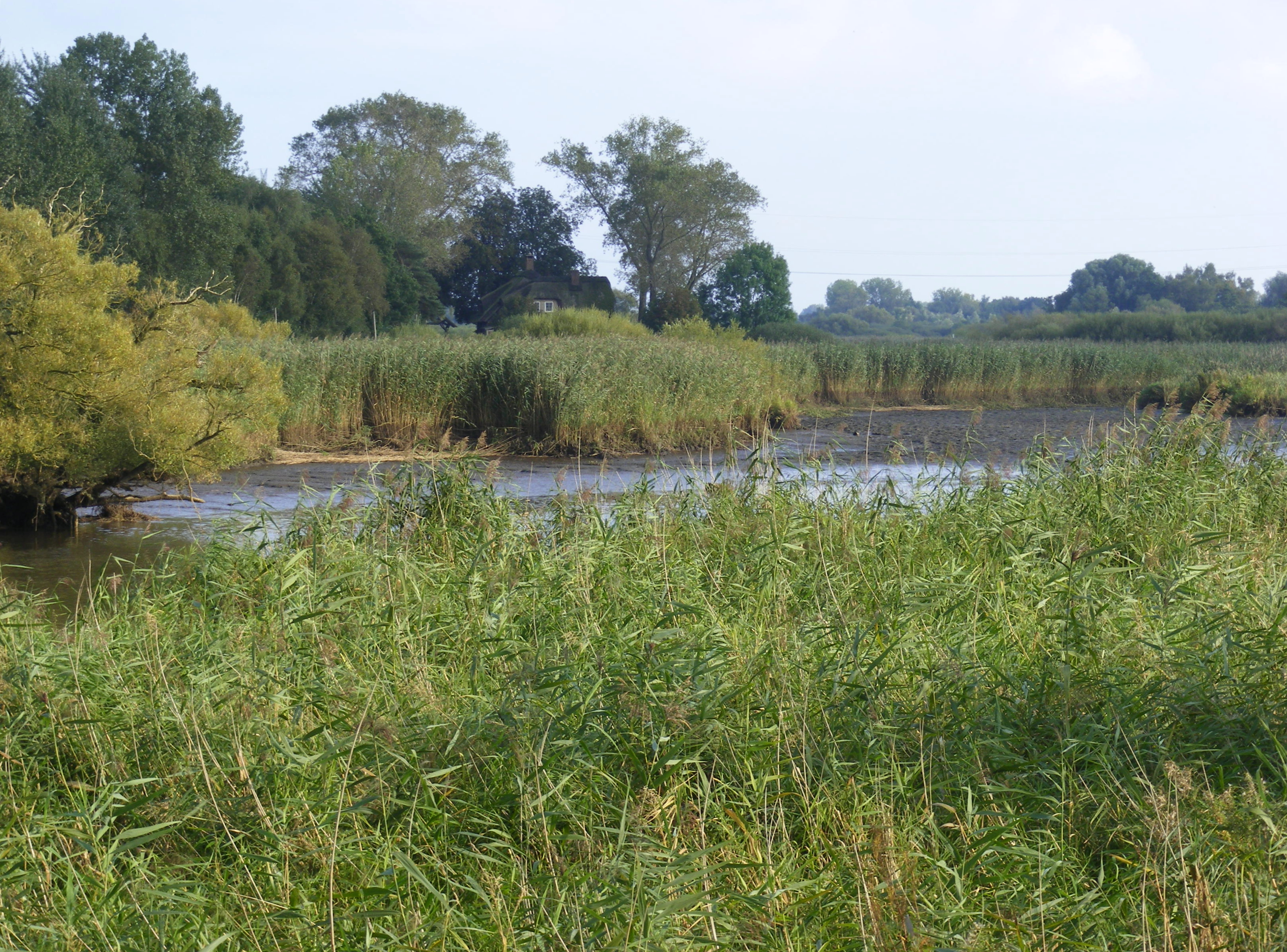
Wümme am Blockland bei Niedrigwasser
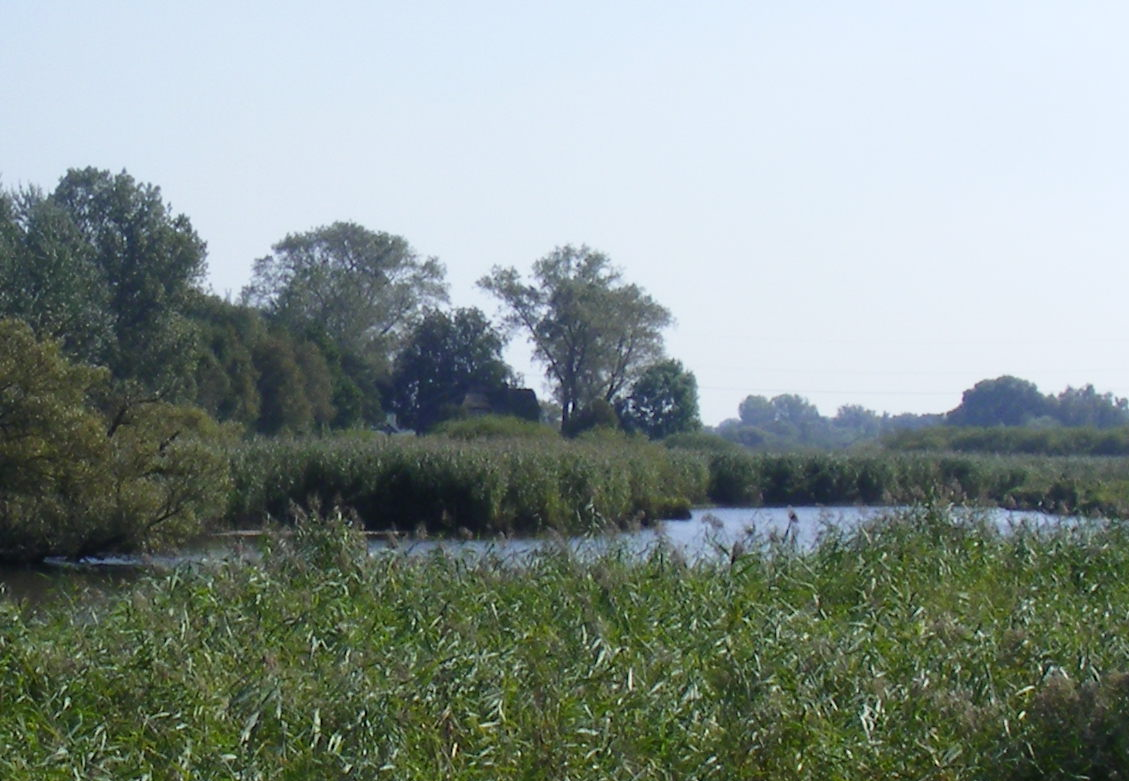
und dieselbe Stelle bei (normalem) Hochwasser
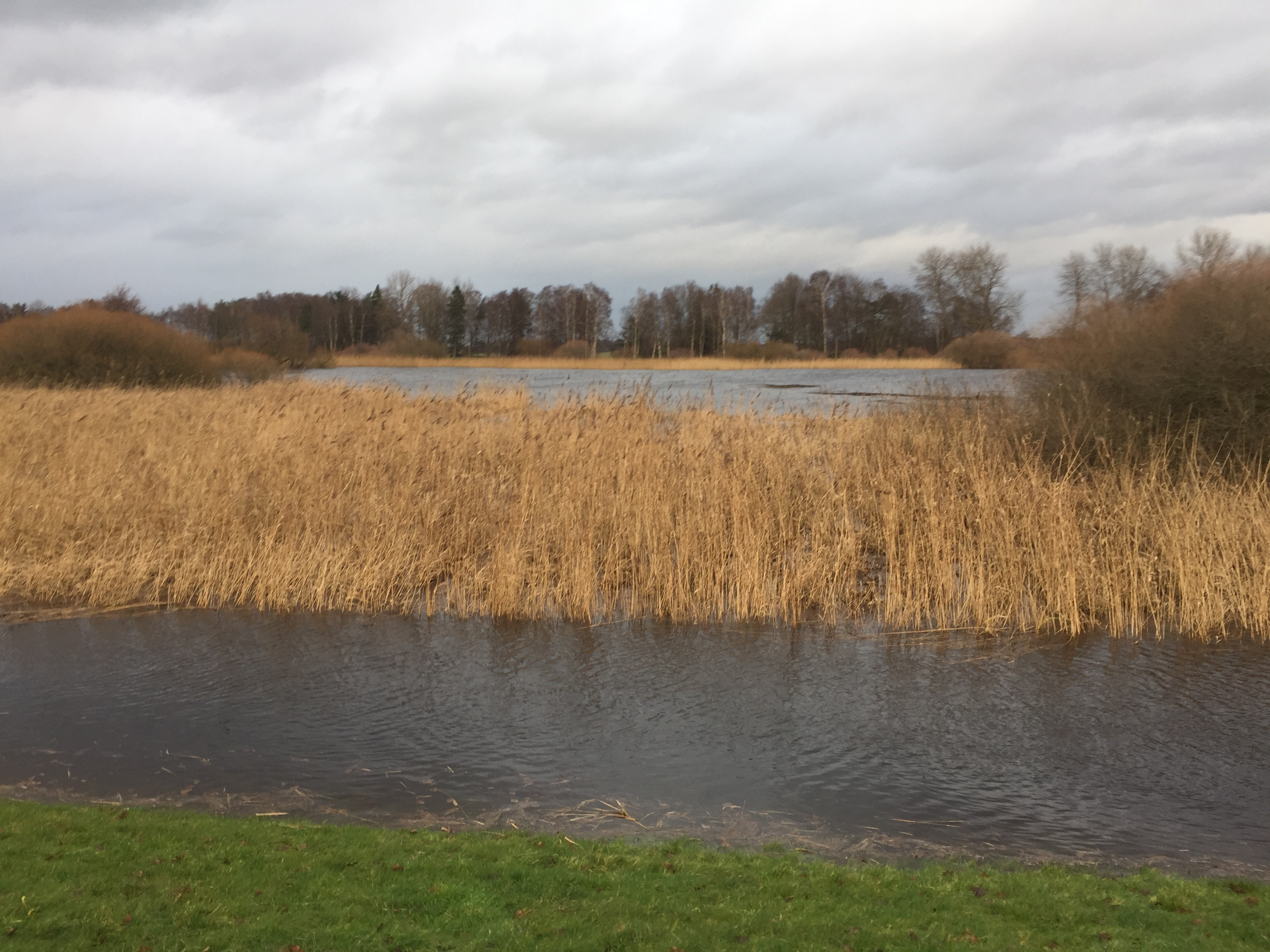
Wümme bei Gezeiten-, Wind und Niederschlagshochwasser am 26. Dezember 2023

### Torfschifffahrt auf der Wümme
Vom Nordarm der Wümme zweigen im Bereich Seebergen/Hexenberg/Ebbensiek sogenannte Schiffgräben in die Moordörfer Rautendorf, Schmalenbeck und Meinershausen ab. Sie dienten dem Transport des Torfs nach Bremen, wie auch die Semkenfahrt. In Kuhsiel zweigt der schon im 13. Jahrhundert erwähnte Kuhgraben ab, der heute südwärts nur noch bis zur Kleinen Wümme reicht. An seiner Verknüpfung mit dem Dobben (heute der kleine Platz Parkallee/An der Weide/Am Dobben) lag bis 1826 bei der Südostecke der Bürgerweide der Bremer Torfhafen. Auf der Westseite des heutigen Bürgerparks, damals zwischen Bürgerweide und Bürgerweide-Kämpen wurde zwischen 1817 und 1826 der zirka 3,5 Kilometer lange (Neue) Torfkanal mit dem (Neuen) Torfhafen angelegt. Die Routen der Torfschiffe führten zuletzt über die Hamme, den Semkenfahrtkanal oder die Wörpe zur Wümme, von dieser über die Neue Semkenfahrt zum Torfkanal.
Nach der Erschließung der Moorgebiete durch die Kleinbahn Bremen–Tarmstedt 1900 und die Bahnstrecke Bremervörde–Osterholz-Scharmbeck 1911 fuhren keine Torfschiffe mehr bis nach Bremen.

## Wasserbau

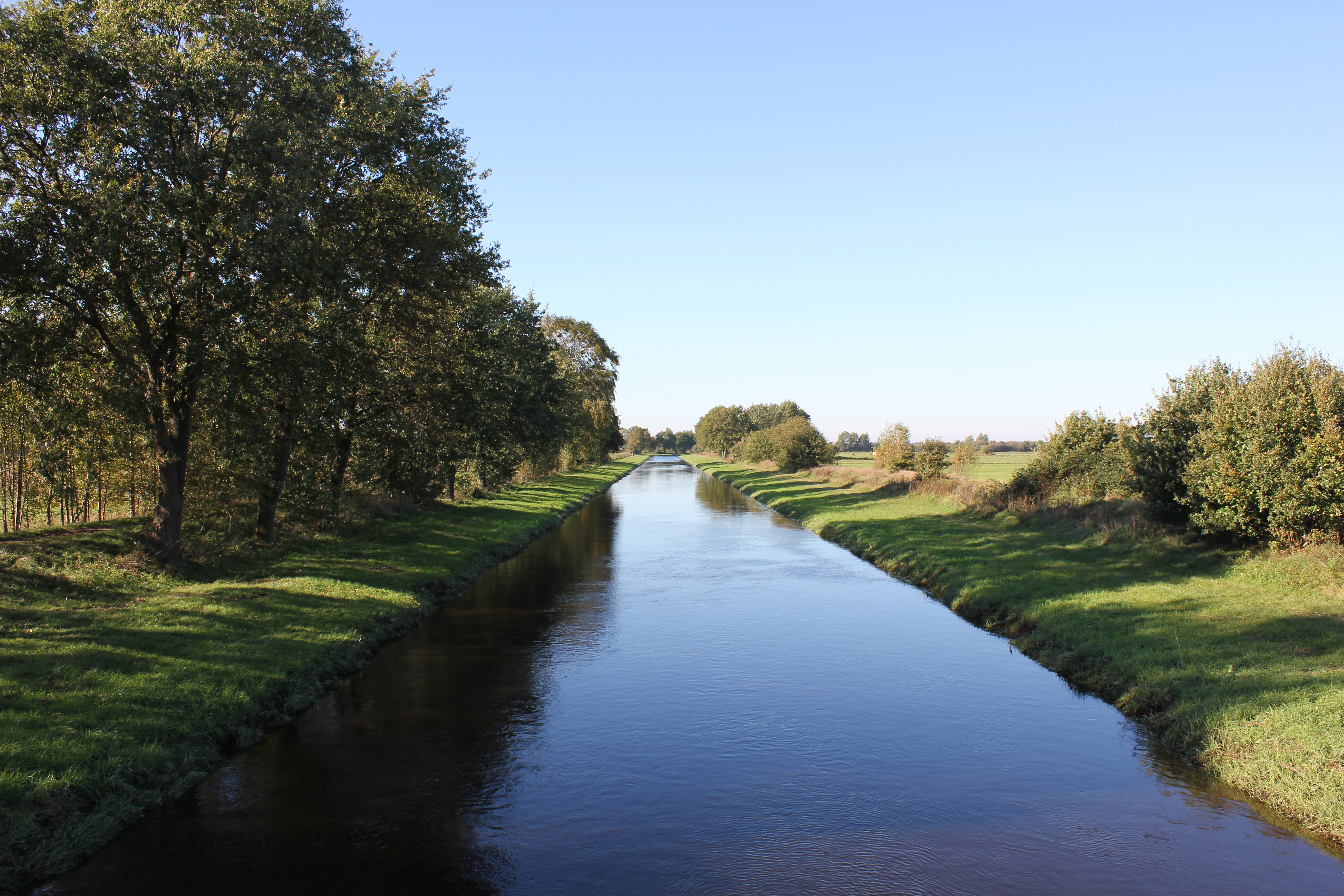
Ausgebauter und begradigter Südarm der Wümme

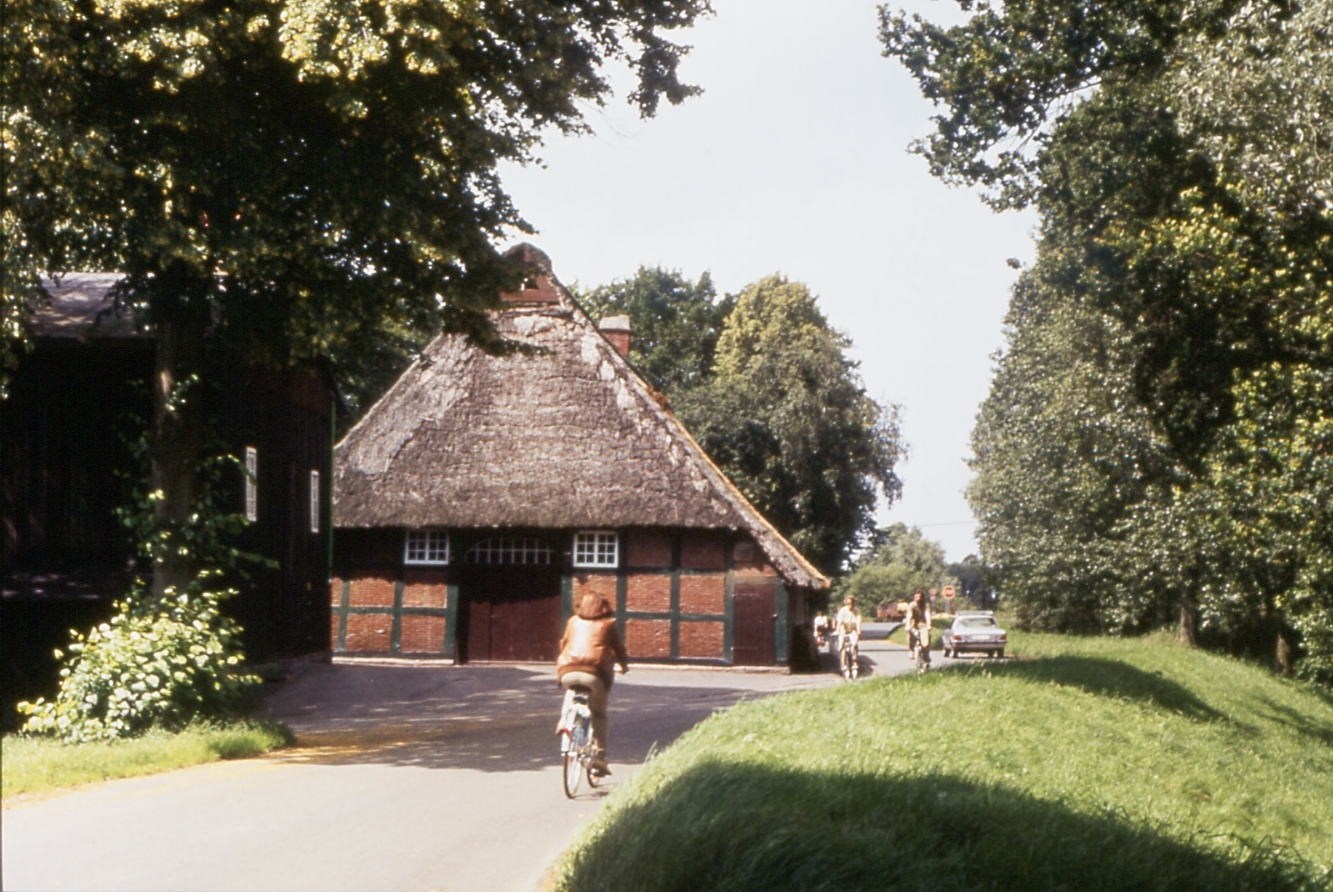
Bremer Wümmedeich

Das Wasser aus dem Gebiet südlich von Hollerdeich und Bremer Wümmedeich sammelt sich im Hollerfleet, in der Kleinen Wümme (möglicherweise einem alten Unterlauf des Wümme-Südarms) und im Kuhgraben. Bei Niedrigwasser fließt es durch Siele ab, bei hohem Wasserstand von Wümme und Lesum wird es seit 1864 durch ein Pumpwerk am Ende des Maschinenfleets in die Lesum gepumpt, um den Wasserstand hinter dem Deich niedriger zu halten als in der Wümme. Vom historischen Pumpenhaus stehen nur noch als Denkmal geschützte Reste. Die modernen Pumpen sind in einer Kammer im Deichkörper verborgen.
Das noch bestehende Dammsiel entstand im Wümmedeich bei der Einmündung der Kleinen Wümme in die Große Wümme, nahe beim Ort Damme. Es wurde 1299 erstmals genannt. Die Dammsielschleuse wurde mehrmals erneuert. Unterhalten wurde sie von den Dorfschaften des Block- und Hollerlandes. Hier stand ein Gasthof, in dem vor allem Torfschiffer einkehrten.
In früheren Zeiten lief bei starkem Weser-Hochwasser Wasser durch eine Dünenlücke bei Mahndorf in die Wümme. Nach dem bisher letzten derartigen Ereignis Anfang 1881 wurden die Weserdeiche massiv verstärkt. Seitdem ist das Bremische Gebiet zwischen Weser und Wümme von einem Deichring umschlossen. Verantwortlich ist der Bremische Deichverband am rechten Weserufer.
Im Auftrag des Wümmewasserverbandes Fischerhude wurde im November 2012 die Wehranlage Zwei im Wümme-Südarm in eine Sohlgleite umgebaut. Planung und Bauleitung der Renaturierungsmaßnahme lagen in den Händen der Betriebsstelle Verden des NLWKN. Im Rahmen des „GR-Projektes Fischerhuder Wümmeniederung“ (Naturschutz-Großprojekt von gesamtstaatlich repräsentativer Bedeutung) wurden im Landkreis Verden weitere Wehre und Schleusen zu Sohlgleiten umgebaut. Dadurch wurde die ökologische Durchgängigkeit der Wümme soweit verbessert, dass zahlreiche Wanderfische wieder zu ihren Laichgebieten wandern können. Im Mittellauf der Wümme (Scheeßel, Unterstedt, Hellwege) behindern aber noch immer hohe Stauwehre die Laichwanderungen der hier lebenden Fische.
Im November 2013 wurden vom VSR-Gewässerschutz e. V. erhöhte Nitratwerte in der Wümme festgestellt. Die Messpunkte des Vereins wiesen zwischen 15,4 mg/l und 28,5 mg/l Nitrat auf. Nach den Vorgaben der Länderarbeitsgemeinschaft Wasser (LAWA) dürfte die Wümme für einen „guten Zustand“ nur 11 mg/l Nitrat aufweisen. Dieser Wert wird an den meisten Messstellen um mehr als das Doppelte überschritten. Als Hauptgründe nennt der Verein stark belastete Nebenflüsse und die intensive Landwirtschaft im Einzugsgebiet. Insbesondere Tierhaltung und Biogasanlagen werden als problematisch benannt.

## Naturschutz und Tourismus
Die Wümme ist in ihrem gesamten Verlauf unter Natur- oder Landschaftsschutz gestellt. Sie gehört zum europäischen Schutzgebiet Natura 2000. In einem Teil der Wümmewiesen bei Stemmen wurden Weidenalleen und Wildhecken entfernt, um die Fläche für die seltenen Großtrappen attraktiv zu machen.
Der Tidenbereich des Flusses ist schiffbar, wird aber fast nur noch von Sportbooten befahren. Das Paddelrevier reicht wesentlich weiter flussaufwärts bis Lauenbrück. Der Wümme-Radweg verläuft am Unterlauf beidseits auf oder hinter den Deichen, weiter flussaufwärts bis zur Quelle überwiegend abseits des Flusses.
Die Wümme gilt als einer der für den Fisch-Artenschutz wertvollsten Flüsse Niedersachsens. Bemerkenswert ist das Vorkommen bedrohter Wanderfischarten wie Meerneunauge, Flussneunauge, Meerforelle und Lachs. Zahlreiche Angelvereine im Wümmegebiet arbeiten seit Jahren an der Wiederansiedlung von Lachs und Meerforelle. Das obere Wümmegebiet ist Lebensraum bedrohter Kleinfischarten wie Elritze, Mühlkoppe, Bachschmerle, Steinbeißer und Bachneunauge.

## Befahrungsregeln

### Von der Quelle bis zur Einmündung der Wieste
Zum Schutz, dem Erhalt und der Verbesserung der Fließgewässer als Lebensraum für wild lebende Tiere und Pflanzen erließ der Landkreis Rotenburg (Wümme) 2015 eine Verordnung für sämtliche Fließgewässer. Seitdem ist das Befahren des Flusses von der Quelle bis zur Einmündung der Wieste ganzjährig verboten mit folgenden Ausnahmen:
- Ab Lauenbrück-Einstiegsstelle Schmiedeberg, der Ein- und Ausstieg ist nur an offiziellen Kanutreppen erlaubt.
- Nur mit Kajaks und Kanus bis 6 m Länge und 1 m Breite.
- Nur mit gekennzeichneten Kajaks und Kanus, die beim Deutschen Kanuverband, dem Bootsverleiher oder dem Schifffahrtsamt Rotenburg registriert sind.
- Nur tagsüber von 1 Stunde nach Sonnenaufgang bis 1 Stunde vor Sonnenuntergang.
- Nur wenn am Pegel des NLWKN in Hellwege[15] folgende Wasserstände erreicht sind:
  - 50 cm zum Einsetzen in Lauenbrück und Scheeßel,
  - 45 cm zum Einsetzen in Rotenburg und Unterstedt,
  - 40 cm zum Einsetzen in Hellwege.

### Von der Einmündung der Wieste - Wümme Nordarm
- Von Einmündung der Wieste bis Am Hexenberg ist die Befahrung, mit gekennzeichneten Kanus und Kajaks, bis 6 m Länge und 1 m Breite, von 9–20 Uhr, wenn der Oberpegel Hexenberg 2,85 m über NN anzeigt, ganzjährig erlaubt.
- Vom 1. November bis 30. April ist der Nordarm wegen der Naturschutzgebiete von Am Hexenberg bis Borgfeld gesperrt.

### Wümme Mittelarm und Verbindungsarm
Das Befahren des Wümme Mittelarm und Verbindungsarm ist ganzjährig verboten.

### Wümme Südarm
- Vom 1. Mai bis 31. Oktober ist die Befahrung des Südarm mit Kanus und Kajaks erlaubt.
- Vom 1. November bis 30. April ist der Südarm wegen der Naturschutzgebiete vom Ebbensiecker Weg bis Borgfeld gesperrt.